# Neszer
Neszer (hebr. נשר; arab. نيشر) – miasto położone w dystrykcie Hajfa w Izraelu. Jest częścią aglomeracji miejskiej Hajfy.

## Położenie
Miasto leży na północno-wschodnich stokach góry Karmel w Dolinie Zevulona, w otoczeniu miast Hajfa, Kirjat Atta i Ir ha-Karmel, samorządu lokalnego Rechasim, kibucu Jagur oraz wioski Kefar Chasidim Bet.

## Historia
Osada została założona w 1925 roku jako osiedla dla żydowskich robotników pracujących w nowo powstałej cementowni. W 1945 liczyła 1,4 tys. mieszkańców. W 1952 otrzymała status samorządu lokalnego.
W latach 90. osiedliła się tutaj duża liczba imigrantów z krajów byłego ZSRR. W ciągu kilka lat populacja wzrosła o 100%, z 10 tys. do ponad 20 tys. mieszkańców obecnie. W 1995 otrzymał prawa miejskie.

## Demografia
Zgodnie z danymi Izraelskiego Centrum Danych Statystycznych w 2008 roku w mieście żyło 21,4 tys. mieszkańców, w tym 99,4% Żydzi.
Zgodnie z danymi Izraelskiego Centrum Danych Statystycznych w Neszer w 2000 było 8026 zatrudnionych pracowników i 474 pracujących na własny rachunek. Pracownicy otrzymujący stałe pensje zarabiali w 2000 średnio 5974 NIS, i otrzymali w ciągu roku podwyżki średnio o 7,5%. Przy czym mężczyźni zarabiali średnio 7664 NIS (podwyżka o 6,5%), a kobiety zarabiały średnio 4177 NIS (podwyżka o 5,1%). W przypadku osób pracujących na własny rachunek średnie dochody wyniosły 5727 NIS. W 2000 roku w Nesher było 435 osób otrzymujących zasiłek dla bezrobotnych i 1264 osób otrzymujących świadczenia gwarantowane.
Populacja miasta pod względem wieku (dane z 2006):
| Wiek (w latach) | Procent populacji w % |
| --------------- | --------------------- |
| 0-4             | 7,5%                  |
| 5-9             | 6,7%                  |
| 10-14           | 6,4%                  |
| 15-19           | 6,3%                  |
| 20-29           | 15,1%                 |
| 30-44           | 23,8%                 |
| 45-59           | 18,4%                 |
| ponad 60        | 15,9%                 |

Źródło danych: Central Bureau of Statistics.
W mieście są osiedla mieszkaniowe: Givat Amos, Ben Dor, Ramot Yitschak, Tel Hanan, Givat Nesher i Nesher.

## Gospodarka
Neszer jest jednym z najbardziej uprzemysłowionych miast Izraela. We wschodniej części miasta jest cementownia należąca do spółki Nesher Israel Cement Enterprises Ltd., jedynego producenta cementu w kraju.

## Transport
Wzdłuż północno-wschodniej granicy miasta przebiegają droga ekspresowa nr 75 i droga nr 752, którymi jadąc na zachód dojeżdża się do miasta Hajfa i drogi ekspresowej nr 4. W kierunku południowo-zachodnim można pojechać drogą nr 705, którą dojeżdża się do osiedli położonych na górze Karmel.

## Oświata
W Neszer znajduje się 6 szkół podstawowych i 3 szkoły średnie, w których ogółem uczy się 3,2 tys. uczniów. Szkoły to Beit Yehoshua, Itschak Rabin, Ramot Itschak, Yeshurun, Prentis oraz Glilot. Jest tu także Technologiczny College Nesher.
Miasto graniczy z położonym na zachodzie Instytutem Technologii Technion oraz położonym na południowym zachodzie Uniwersytetem Hajfy.

## Sport
W mieście znajdują się liczne ośrodki sportowe, w tym boiska do piłki nożnej oraz korty tenisowe.

## Miasta partnerskie
- Besançon, Francja
- Norymberga, Niemcy